# Pilea scripta
Pilea scripta là loài thực vật có hoa trong họ Tầm ma. Loài này được (Buch.-Ham. ex D. Don) Wedd. miêu tả khoa học đầu tiên năm 1854.